# Puska
Puska is een plaats in de gemeente Jasenovac in de Kroatische provincie Sisak-Moslavina. De plaats telt 321 inwoners (2001).